# 삼국쥐 전
《삼국전》은 대한민국의 스페이스 인터내셔널과 중국의 장춘 애니메이션이 공동으로 제작한 애니메이션이다. 2차원 플래시 애니메이션으로 제작되었다. 화면비는 1화부터 6화까지 16대 9로, 7화 이후 방송분은 3대 2로 구성되어 있으나 실제로는 4대 3 화면비로 KBS 1TV를 통해 방송되었다. 세계의 위인들이 쥐로 묘사된 탓에 방송 초기에는 특정 정권을 비판하는 내용을 담고 있지 않냐는 시청자들의 의견이 있었으며, 12회가 방송된 뒤로 1달 이상 방송이 중단된 적도 있었다.

## 방송 회차

### 2008년
| 회차 | 방송일    | 부제                        |
| ---- | --------- | --------------------------- |
| 1    | 9월 18일  | 쥐나라의 위기               |
| 2    | 10월 2일  | 쥐운장의 등장               |
| 3    | 10월 9일  | 도원결의                    |
| 4    | 10월 16일 | 흑건적 소탕작전             |
| 5    | 10월 23일 | 라면 두 박스                |
| 6    | 10월 30일 | 천하장사에 오른 쥐포        |
| 7    | 11월 6일  | 쥐포와 붉은 전차            |
| 8    | 11월 13일 | 냉혈인간 쥐레오파트라       |
| 9    | 11월 20일 | 쥐현덕의 연가               |
| 10   | 11월 27일 | 용의 꼬리보다 닭벼슬이 낫다 |
| 11   | 12월 11일 | 짝사랑에 빠진 쥐레오파트라  |
| 12   | 12월 18일 | 환상의 격투기               |

### 2009년
| 회차 | 방송일    | 부제                         |
| ---- | --------- | ---------------------------- |
| 13   | 1월 29일  | 007 미녀작전                 |
| 14   | 2월 5일   | 쥐소룡의 등장                |
| 15   | 2월 12일  | 불타는 도시와 쥐렉산더       |
| 16   | 2월 19일  | 재기하는 쥐레오파트라        |
| 17   | 2월 26일  | 쥐현덕에게 햇살이            |
| 18   | 3월 5일   | 쥐포와 쥐레오파트라의 대격돌 |
| 19   | 3월 12일  | 쥐레오파트라의 세상          |
| 20   | 3월 19일  | 쥐폴레옹 형제의 와신상담     |
| 21   | 3월 26일  | 쥐현덕의 위기                |
| 22   | 4월 2일   | 쥐원술의 몰락                |
| 23   | 4월 9일   | 붉은 전차와 쥐포의 최후      |
| 24   | 4월 16일  | 바보가 된 쥐현덕             |
| 25   | 4월 23일  | 쫓기는 쥐현덕                |
| 26   | 4월 30일  | 아이 러브 쥐운장             |
| 27   | 5월 7일   | 쥐운장, 은혜를 갚다          |
| 28   | 5월 14일  | 험난한 여정                  |
| 29   | 5월 21일  | 다시 만난 삼형제             |
| 30   | 5월 28일  | 쥐길동 스카우트 작전         |
| 31   | 6월 4일   | 쥐길동의 첫 번째 전략        |
| 32   | 6월 11일  | 쥐소룡의 용맹                |
| 33   | 6월 18일  | 쥐길동 공포증                |
| 34   | 6월 25일  | 쥐길동의 심리전              |
| 35   | 7월 2일   | 쥐길동과 쥐니발의 만남       |
| 36   | 7월 9일   | 천하의 영웅들                |
| 37   | 7월 16일  | 지략과 음모(상)              |
| 38   | 7월 23일  | 지략과 음모(하)              |
| 39   | 7월 30일  | 적벽 프로젝트(상)            |
| 40   | 8월 6일   | 적벽 프로젝트(하)            |
| 41   | 8월 13일  | 재기하는 쥐현덕              |
| 42   | 8월 20일  | 쥐길동의 세 가지 마법        |
| 43   | 8월 27일  | 영웅 쥐니발의 최후           |
| 44   | 9월 3일   | 쥐꺽정의 대활약              |
| 45   | 9월 10일  | 용쟁호투                     |
| 46   | 9월 17일  | 쥐운장의 위기                |
| 47   | 9월 24일  | 쥐운장의 최후와 부활         |
| 48   | 10월 1일  | 쥐폴레옹의 몰락              |
| 49   | 10월 8일  | 거침 없는 쥐레오파트라       |
| 50   | 10월 15일 | 예상 못한 기습작전           |
| 51   | 10월 22일 | 다시 뜨는 태양               |
| 52   | 10월 29일 | 영광의 찬가                  |